# Iríni Aïndilí
Iríni Aïndilí (en grec moderne : Ειρήνη Αϊνδιλή, née le 11 mars 1983 à Chalcis) est une gymnaste rythmique grecque.

## Biographie
Iríni Aïndilí remporte aux Jeux olympiques d'été de 2000 à Sydney la médaille de bronze par équipe avec Evangelía Christodoúlou, María Georgátou, Zacharoúla Karyámi, Charíklia Pantazí et Ánna Pollátou.

## Palmarès

### Jeux olympiques
- Sydney 2000
  -  médaille de bronze par équipe.

### Championnats d'Europe
- Genève 2001
  -  médaille d'argent par équipe.